# Marlene Dietrich
Marlene Dietrich (Berlin, 1901. december 27. – Párizs, 1992. május 6.) eredeti nevén Marie Magdalene Dietrich német színésznő, énekesnő.

## Élete
Marlene Dietrich porosz rendőrtiszti családban született, apja Louis Erich Otto Dietrich, anyja Wilhelmine Elisabeth Josephine Felsing volt. A családnak Marie Magdalene mellett, aki később Marlenének nevezte magát, még egy lánya volt, az egy évvel idősebb Elisabeth. Az apa 1908-ban bekövetkezett halála után az anya 1914-ben férjhez ment egy porosz katonatiszthez.
Marlene zenei oktatásban részesült és 1918-ban a weimari Zeneművészeti Főiskolán hegedűművésznek tanult. 1921-től Berlinben folytatta tanulmányait. Az első színpadi szerepet Max Reinhardttól kapta.
1923-ban férjhez ment Rudolf Sieberhez, a következő évben megszületett Maria nevű lányuk. Marlene Dietrich életében 1930-ban bekövetkezett a hazai és nemzetközi siker Lola Lola szerepével A kék angyal című filmben, amely Heinrich Mann Ronda tanár úr című regénye alapján készült. Szintén 1931-ben Oscar-díjra jelölték a Marokkó című filmbeli szerepéért.
Josef von Sternberg rendezővel együtt Amerikába utazott, és a Paramount Picturesszel kötött szerződést.
1936-ban elutasította Joseph Goebbels felkérését, hogy Németországban forgasson, annak ellenére, hogy a magas díjazás mellett szabad kezet kapott volna a forgatókönyvek és munkatársak kiválasztásában. A továbbiakban az Amerikai Egyesült Államokban játszott, olyan rendezők keze alatt, mint Alfred Hitchcock, Ernst Lubitsch, Orson Welles és Billy Wilder. 1939-ben felvette az amerikai állampolgárságot.
Miután Jean Gabin csatlakozott a francia ellenálláshoz, Dietrich is tenni akart valamit a hitleri rezsim elleni harcban. Ezért énekesnőként az amerikai katonáknak tartott előadásokat, a lehető legközelebb a frontvonalhoz. A második világháború végén az első amerikai csapatokkal Németországba érkezett, ahol sikerült viszontlátnia édesanyját és nővérét.
Politikai kiállása a hitleri náci ideológia ellen nemzetközi téren sok elismerést szerzett: 1947-ben megkapta a civilek által elérhető legmagasabb amerikai kitüntetést (Medal of Freedom), 1950-ben pedig a francia Becsületrend lovagja lett.
1953 után kizárólag énekesnőként lépett színpadra. Zenei kísérője 1955-től körülbelül 10 évig Burt Bacharach volt. 1961-ben forgatta az Ítélet Nürnbergben című filmet, majd 1978-ban az utolsót, a Dzsigolót.
Élete későbbi szakaszában alkoholizmusa egyre nagyobb problémát jelentett. Egy 1975-ös ausztráliai fellépés után combnyaktörést szenvedett. A legutolsó filmszerepét, 1979-ben kerekesszékben játszotta. A forgatás után párizsi lakásában teljesen visszavonultan élt. Évekkel később beleegyezett, hogy szerepeljen Maximilian Schell Marlene című dokumentumfilmjében (1984), de kizárólag a hangjával.
1992-ben Párizsban halt meg, hivatalosan szív- és veseelégtelenségben. Kívánságának megfelelően Berlinben temették el.
Dietrich biszexuális volt: viszonya volt Ona Munson színésznővel és Mercedes de Acosta írónővel, szeretői között tartják számon ezenkívül a Kennedy család több tagját, Frank Sinatra amerikai énekest, Claudette Colbert amerikai színésznőt, James Stewart és Gary Cooper amerikai színészeket, Ernest Hemingway amerikai és G. B. Shaw angol írót, valamint Margo Lion színésznőt.
Életéről 2000-ben készült életrajzi film, Marlene címmel, Katja Flint és Herbert Knaup főszereplésével.
1978-ban kiadott életrajzi könyvét, Tiétek az életem címmel hazánkban is kiadták. A lánya, Maria Riva a kilencvenes évek elején írott könyve, a Marlene Dietrich az Amerikai Egyesült Államokban a bestsellerlisták élére került.
2002-ben Berlin díszpolgára lett.

## Filmek

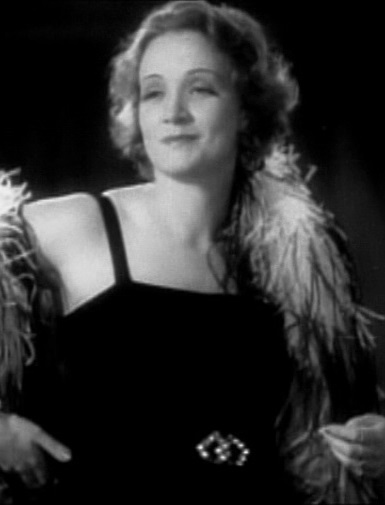
A Marokkó című filmben (1931)

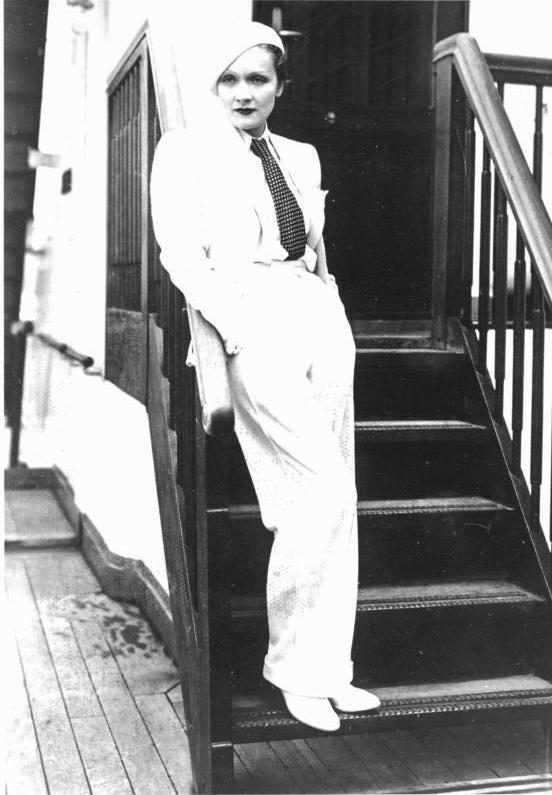
Németországban, 1933 májusában

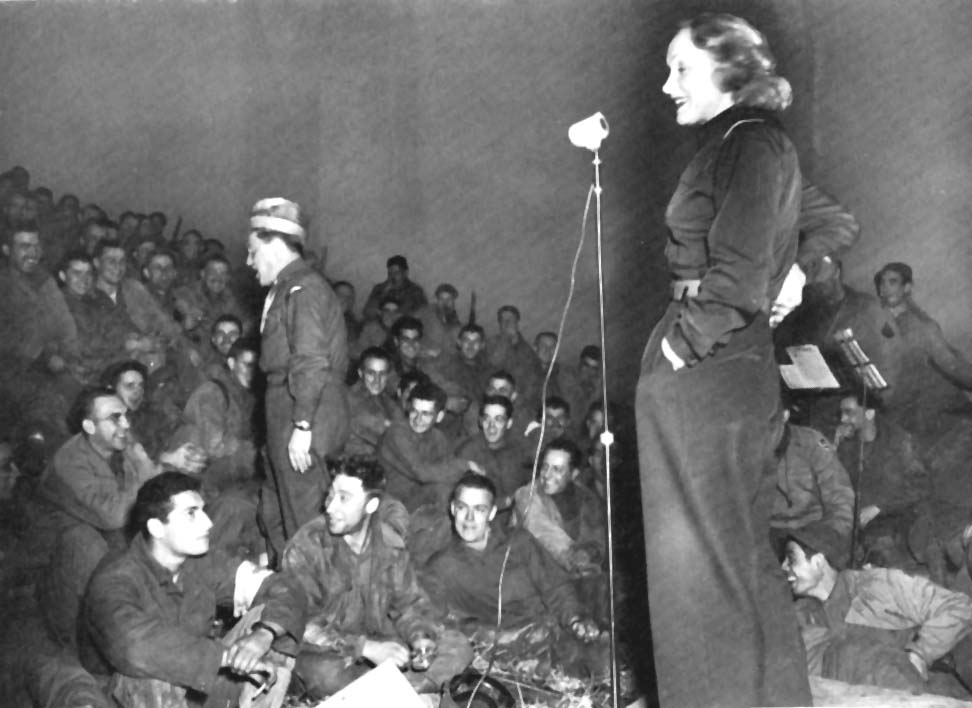
Az Amerikai Hadsereg harmadik hadosztályának katonáit szórakoztatja 1944-ben

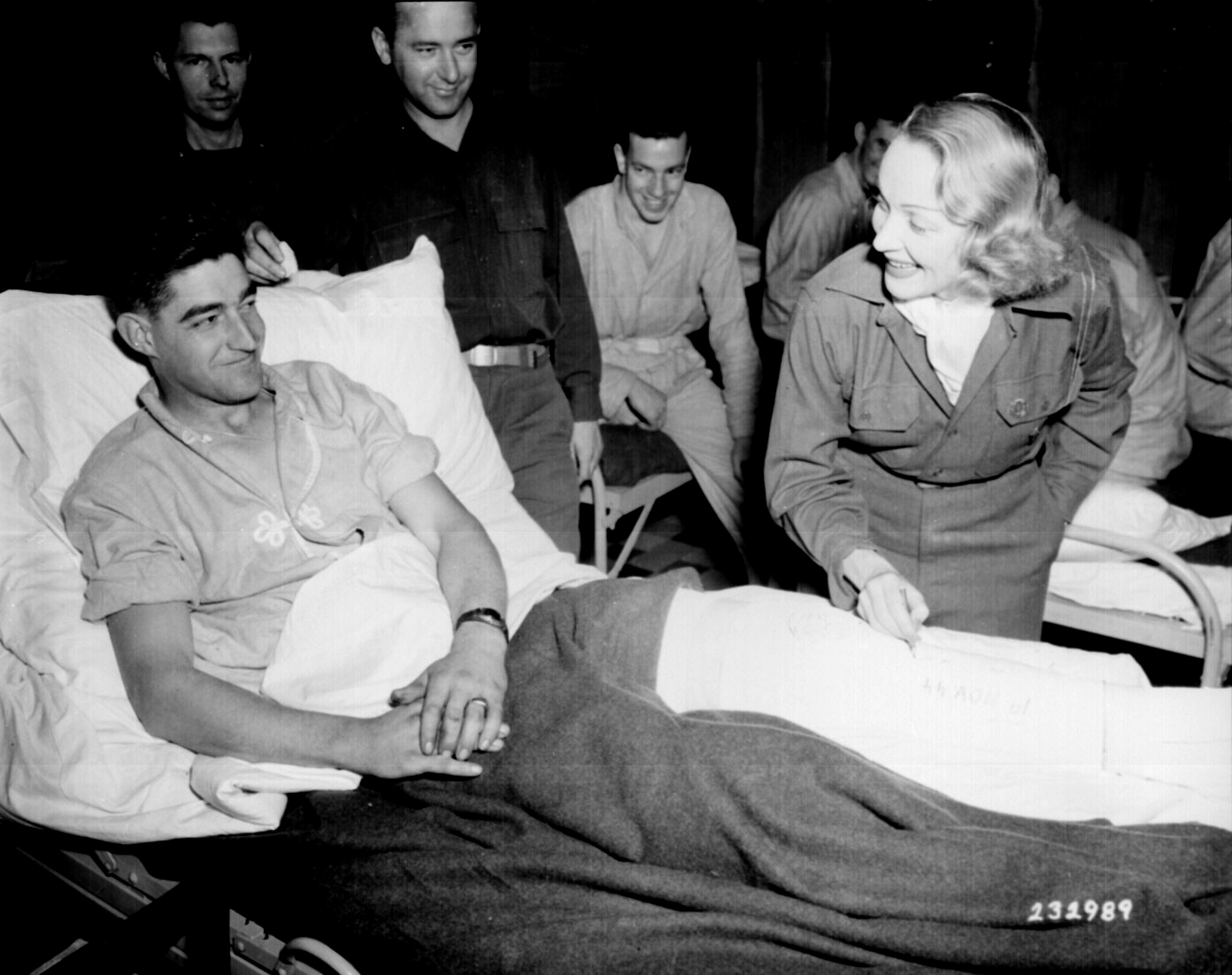
Egy sebesült katona begipszelt lábára írja nevét, az Egyesült Államok tábori kórháznál Belgiumban, 1944. november 24-én, fellépését követően

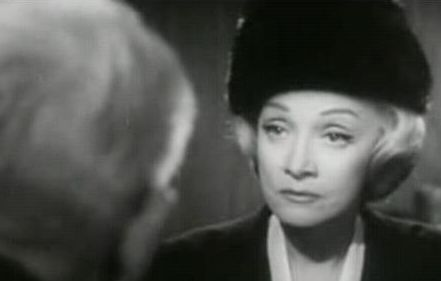
A Stanley Kramer által rendezett Ítélet Nürnbergben c. filmben (1961)

- So sind die Männer (Der kleine Napoléon)  Kis Napóleon, Georg Jacoby, 1922
- Tragödie der Liebe A szeretet tragédiája, Joe May, 1922
- Der Mensch am Wege A férfi úton van, Wilhelm Dieterle, 1922/23
- Der Sprung ins Leben Az élet ugrása, Johannes Guter, 1922/23
- Manon Lescaut, Arthur Robinson, 1925
- Eine Dubarry von heute A mai Dubarry, Alexander Korda, 1925/26
- Der Tänzer meiner Frau A feleségem táncosa, Alexander Korda, 1925/26
- Madame wünscht keine Kinder [Az asszony nem akar gyermekeket], Alexander Korda, 1925/26
- Kopf hoch, Charly! Menj fel, Charly!, Willi Wolff, 1925/26
- Der Juxbaron, Willi Wolff, 1925/26
- Sein größter Bluff, Harry Piel, 1927
- Café Electric, Gustav Ucicky, 1927
- Prinzessin Olala, Robert Land, 1928/29
- Ich küsse Ihre Hand, Madame, Robert Land, 1927/28
- Die Frau, nach der man sich sehnt, Kurt Bernhardt, 1929
- Das Schiff der verlorenen Menschen, Maurice Tourneur, 1929
- Gefahren der Brautzeit, Fred Sauer, 1930
- A kék angyal (Der blaue Engel), Josef von Sternberg, 1930
- Marokko, Josef von Sternberg, 1930 (Gary Cooper-rel         )
- Dishonored (X27), Josef von Sternberg, 1931
- Shanghai Express, Josef von Sternberg, 1932
- Blonde Venus, Josef von Sternberg, 1932
- Song of Songs, Rouben Mamoulian, 1933
- Die scharlachrote Kaiserin, Josef von Sternberg, 1934
- Die spanische Tänzerin, Josef von Sternberg, 1935
- Sehnsucht, Ernst Lubitsch und Frank Borzage, 1936
- Allah kertje - The Garden of Allah, Richard Boleslawski, 1936
- Perlen zum Glück, Frank Borzage, 1936
- Tatjana, Jaques Feyder, 1937
- Engel, Ernst Lubitsch, 1937
- Asszonylázadás (Destry rides again), George Marshall, 1939
- Das Haus der Sieben Sünden, Tay Garnett, 1940
- Die Abenteurerin, René Clair, 1941
- Herzen in Flammen, Raoul Walsh, 1941
- The Lady is willing, Mitchel Leisen, 1942
- Die Freibeuterin, Ray Enright, 1942
- Pittsburgh, Lewis Seiler, 1942
- Follow the Boys, Edward E. Sutherland, 1944
- Kismet, William Dieterle, 1944
- Martin Roumagnac, Georges Lacombe, 1946
- Golden Earrings, Mitchell Leisen, 1947
- Eine auswärtige Affäre, Billy Wilder, 1948
- Jigsaw, Fletcher Markle, 1949
- Die rote Lola, Alfred Hitchcock, 1950
- Die Reise ins Ungewisse, Henry Koster, 1951
- Engel der Gejagten, Fritz Lang, 1952
- 80 nap alatt a Föld körül, Michael Anderson, 1956
- Die Monte Carlo Story, Samuel A. Taylor und Giulio Machi, 1957
- A vád tanúja, Billy Wilder, 1957
- A gonosz érintése, Orson Welles 1958
- A nürnbergi per, Stanley Kramer, 1961
- The Black Fox, The True Story Of Adolf Hitler, Louis C. Stoumen, 1962
- Zusammen in Paris, Richard Quine, 1964
- I wish you Love, Clark Jones, 1972
- Schöner Gigolo, armer Gigolo, David Hemmings 1978
- Marlene, Maximilian Schell, 1982/83

## Díjak, jelölések
- Oscar-díj
  - 1931 jelölés: legjobb női főszereplő – Marokkó
- Golden Globe-díj
  - 1958 jelölés: legjobb női főszereplő – A vád tanúja
- German Film Awards
  - 1980 díj: Életműdíj
- Laurel-díj
  - 1958 2. helyezés: legjobb női főszereplő – A vád tanúja

## Kitüntetések
- Az 1923-ban felfedezett 1010-es kisbolygót róla nevezték el.
- 1947-1950: Medal of Freedom, az Amerikai Egyesült Államok hadügyminisztériuma által civileknek adható legmagasabb kitüntetés
- 1950: a francia Becsületrend lovagja
- 1960. október 31.: kitüntetés Izrael államtól
- 1963. március 3.: a belga király a Leopold rendjellel tüntette ki
- 1971: a francia Becsületrend tisztje
- 1989: a Francia Becsületrend parancsnoka
- 2002. május 16.: Berlin díszpolgára (posztumusz kitüntetés)

## Könyve magyarul
- Tiétek az életem; ford. Sarlós Zsuzsa; Zeneműkiadó, Bp., 1985